# Savana
Savana – polski zespół muzyczny grający muzykę rockową.

## Historia
Grupa powstała na przełomie lat 70. i 80. w Gdańsku z inicjatywy gitarzysty Krzysztofa Jarkowskiego i wokalisty Marka Tomaszewskiego. Duet początkowo wspomagał się muzykami sesyjnymi i w różnych składach nagrał kilkanaście utworów dla Polskiego Radia Gdańsk. Z tego okresu pochodzą dwa nagrania wydane na debiutanckim singlu zespołu, "The Man From The Bar" (notowany na Liście Przebojów Programu I Polskiego Radia) i "Girl Of My Dreams". W 1984 roku grupa na zamówienie polonijnej wytwórni Arston nagrała swój jedyny album. Pod koniec 1984 roku muzycy dokonali ostatnich nagrań radiowych. Jeden z nagranych wówczas utworów, „Przyszedł zły”, zagościł na liście przebojów Marka Niedźwieckiego w Programie III Polskiego Radia.
Wiosną 1985 roku zespół Savana zakończył działalność.

## Twórczość
Savana prezentowała muzykę rockową inspirowaną klasycznymi zespołami z lat 70. – w nagraniach grupy słychać inspiracje takimi wykonawcami jak Dire Straits, Camel, Wishbone Ash czy Genesis. Zdecydowaną większość utworów zespół nagrał po angielsku, co – w czasach popularności polskojęzycznej muzyki rockowej – przełożyło się na brak zainteresowania grupą ze strony mediów.
Po reedycji albumu „Savana” w 2015 roku, ukazały się bardzo pochlebne recenzje i wysokie oceny twórczości grupy. 
W 1984 i 1985 roku Telewizja Polska nagrała kilka klipów z zespołem Savana.

## Dyskografia
- Savana (Arston 1984, reedycja CD GAD Records 2015)